# Розаро (Верона)
Розаро је насеље у Италији у округу Верона, региону Венето.
Према процени из 2011. у насељу је живело 371 становника. Насеље се налази на надморској висини од 575 м.